# 伊纳沃利昔布
伊纳沃利昔布（英语：Inavolisib）或GDC-0077是一种有机化合物，化学式为C18H19F2N5O4。它是一种PI3Kα抑制剂，是一种治疗乳腺癌的药物，目前处于临床试验中。
它可以2-氟-4-溴苯甲腈为原料，经9-溴-5,6-二氢-3-碘咪唑并[1,2-d][1,4]苯并氧杂氮杂䓬中间体，多步反应后得到产物。